# Lords of Chaos (игра)
Lords of Chaos (с англ. — «Повелители хаоса») — тактическая ролевая компьютерная игра, созданная компанией Mythos Games и выпущенная в 1990—1991 годах компанией Blade Software на нескольких платформах. Игра является продолжением игры Chaos: The Battle of Wizards, а также прародителем Magic and Mayhem, тоже созданных Джулианом Голлопом. В Lords of Chaos игрок управляет волшебником, способным произносить различные заклинания, например, для вызова существ (также управляемых игроком) или нанесения вреда существам и волшебнику противника. В игре может участвовать как один человек, сражаясь против волшебников, контролируемых искусственным интеллектом, так и группа до четырёх человек, сражаясь между собой.
Несмотря на то что игра не была коммерчески успешной, она вошла в список ста лучших игр для ZX Spectrum по версии читателей журнала Your Sinclair, а также в список пятидесяти лучших игр для ZX Spectrum всех времён по версии журнала Retro Gamer. В 1991 году игра заняла первое место в номинации «Лучшая приключенческая или стратегическая игра 1990 года» по версии читателей журнала CRASH.

## Игровая механика
Перед началом битвы игроку предлагается создать волшебника путём распределения очков опыта между характеристиками мага (маной, очками действия, выносливостью, телосложением, очками атаки, очками защиты и сопротивления магии). Оставшиеся очки опыта тратятся на заклинания, которые могут быть: атакующими (e. g., магический удар, проклятие), зельеварения (e. g., зелье скорости, зелье лечения), прикладными (e. g., телепортация, магический глаз) или призывающими существ (e. g., гоблин, единорог).
Цель каждого уровня — управляя волшебником, победить других волшебников и войти в магический портал, открывающийся на некоторое время через определённое количество ходов после начала игры. Это достигается путём перемещения волшебника и вызванных им существ по состоящей из клеток карте, каждая клетка которой изображает один из видов ландшафта (e. g., лес, болото, дорогу). Очки опыта начисляются: за достижение волшебником портал; за взятые с собой в портал ценные предметы (e. g., драгоценные камни); за уничтоженных существ противника. Уровень заканчивается, когда все волшебники достигли портала или погибли и, когда по прошествии определённого количества ходов, закрывается портал (в таком случае оставшиеся волшебники проигрывают). По завершении каждого уровня игрок может распределить полученные очки опыта для дальнейшего развития своего волшебника.
В течение своего хода каждое существо имеет определённое количество очков действия, которые могут быть использованы для перемещения по карте, атаки в рукопашном бою или оружием дальнего боя, открыванием дверей, сундуков и пр. Израсходованные очки действия восстанавливаются в начале следующего хода, после того, как совершат свои ходы существа противника.

## Уровни
Игра включает три уровня: «Многоцветная земля» (англ. The Many-Coloured Land), происходящим как в помещениях, так и на открытом воздухе; «Подземелье убийцы» (англ. Slayer's Dungeon) — традиционное подземелье с монстрами; «Владения Рагарила» (англ. Ragaril's Domain) — предназначенный только для однопользовательской игры начинённый ловушками дворец.
Игровое дополнение было доступно для покупки напрямую у Mythos Games и включало два новых уровня: «Острова ириса» (англ. Islands of Iris) и «Гробницы нежити» (англ. Tombs of the Undead). Последний был предназначен только для однопользовательской игры.
В качестве приложения к журналам Your Sinclair и Zero был выпущен демонстрационный уровень «Бегство из Зола» (англ. Escape from Zol). Также предназначенный только для однопользовательской игры демонстрационный уровень похож по стилю на включенный в стандартную поставку «Владения Рагарила», где необходимо сбежать из строения со множеством ловушек.

## История
Восьмибитные версии, разработанные Джулианом Голлопом под ZX Spectrum и Amstrad и Ником Голлопом — под Commodore 64, вышли в 1990 году, после чего Джулиан и Ник Галлопы совместно с Мартином Бидлом разработали версию под Atari ST, которая была первым достижением компании в 16-ти битном программировании. Портирование версии для Atari ST на платформу Amiga осуществлялось компанией Krisalis, которая также добавила музыкальное сопровождение, написанное Мэттом Фёрниссом. Шестнадцатибитные версии игры были выпущены в 1991 году.
Позже Lords of Chaos передана Джулианом Голлопом в общественное достояние для запуска на эмуляторах ZX Spectrum (с условием указания его авторства и без права изменения программного кода).

## Награды и реакция критиков
Обзор версии Lords of Chaos для ZX Spectrum, вышедший в журнале Your Sinclair в 1990 году, присудил игре рейтинг 90 %. Журнал Zzap!64 в том же году поставил игре рейтинг 91 %.
В 1993 году игра заняла 21-е место в списке ста лучших игр для ZX Spectrum по версии читателей журнала Your Sinclair, а в составленном в 2004 году списке пятидесяти лучших игр для ZX Spectrum всех времён по версии журнала Retro Gamer — 24-е место. Также игра заняла первое место в номинации «Лучшая приключенческая или стратегическая игра 1990 года» по версии читателей журнала CRASH.